# Teselado hexagonal
En geometría, un teselado hexagonal es un tipo de teselado regular del plano Euclídeo formado exclusivamente por hexágonos. Tiene un símbolo de Schläfli de {6,3} o t{3,6} (visto como un teselado triangular truncado).
Coloquialmente, es denominada como estructura de panal de abeja. El matemático John Horton Conway acuñó la denominación de hextille (traducible como hextesela) para referirse a este teselado concreto.
Es uno de los tres únicos tipos de teselado que puede realizarse con polígonos regulares. Cada vértice de la tesela es compartido por tres hexágonos regulares, y dado que el ángulo interno de un hexágono es de 120 grados, la confluencia cubre un ángulo total de 360 grados. También es posible realizar teselas empleando hexágonos que no sean regulares.

## Propiedades y aparición en la naturaleza
- La forma más densa de conseguir un empaquetamiento de círculos en dos dimensiones, consiste en colocar los centros de los círculos sobre los centros de los hexágonos de un teselado hexagonal regular.
- A nivel molecular, el hexágono se presenta como una estructura de ordenación muy estable, como la del benceno, plana e indeformable, carente de tensiones de anillo (transanulares), en cuyos vértices se encuentran los átomos de carbono, con tres dobles enlaces y tres enlaces simples en posiciones alternas.
- En astronomía, el hexágono se hace patente en los llamados Puntos de Lagrange, o puntos de libración, que son posiciones especiales dentro de un sistema orbital, en las que las fuerzas de atracción se compensan.
- La forma más densa de conseguir un empaquetamiento de esferas es apilando capas de teselas hexagonales, desplazando cada capa para que los vértices coincidan en el centro de los hexágonos de la capa superior e inferior.
- La conjetura del panal de abeja afirma que este teselado es la mejor manera de dividir una superficie en regiones de igual área y con el mínimo perímetro total. La conjetura se conoce desde la antigüedad, aunque no fue probada hasta 1999.[5]
- Como consecuencia de lo anterior, esta estructura aparece con mucha frecuencia en la naturaleza. El panal de abeja es una estructura que minimiza la cantidad de cera necesaria para su construcción. Varias plantas y hongos crean estructuras hexagonales como forma de cubrir el máximo área posible reduciendo la cantidad material dedicado a ello. En el mundo industrial, una forma eficiente de fabricar una alambrada es moldeando una tesela de hexágonos, ya que reduce la cantidad de alambre necesario para fabricar un determinado área de alambrada.
- El teselado hexágonal aparece en la estructura de muchos cristales, por lo que tiene una gran importancia en cristalografía. Por ejemplo, esta estructura aparece de forma natural en la estructura del grafito, donde cada capa de grafeno está formada por una red de átomos de carbono unidos mediante enlaces covalentes.
- Multitud de juegos de tablero y de ordenador emplean tableros con un diseño basado en teselado hexagonal. Algunos ejemplos son La batalla por Wesnoth, el Ajedrez hexagonal, Los Colonos de Catán y Heroes of Might and Magic.

Empaquetamiento de círculos
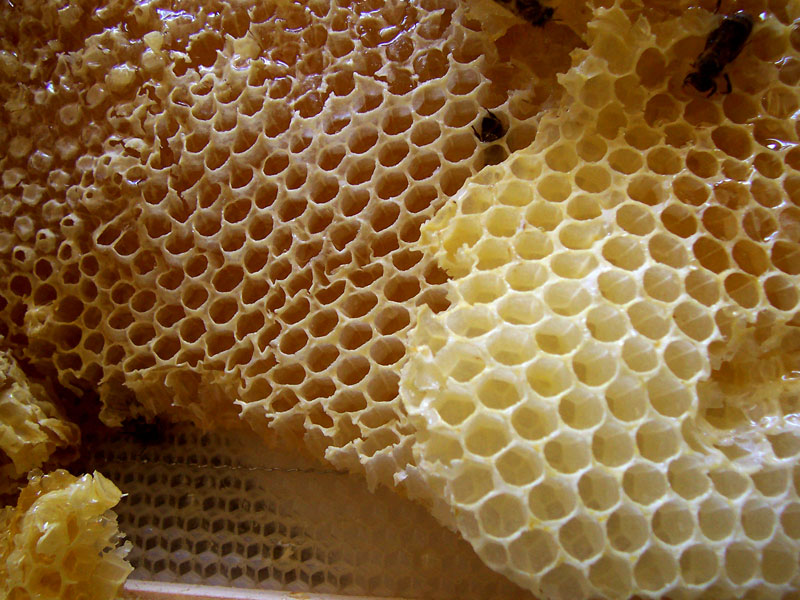
Panales de abeja
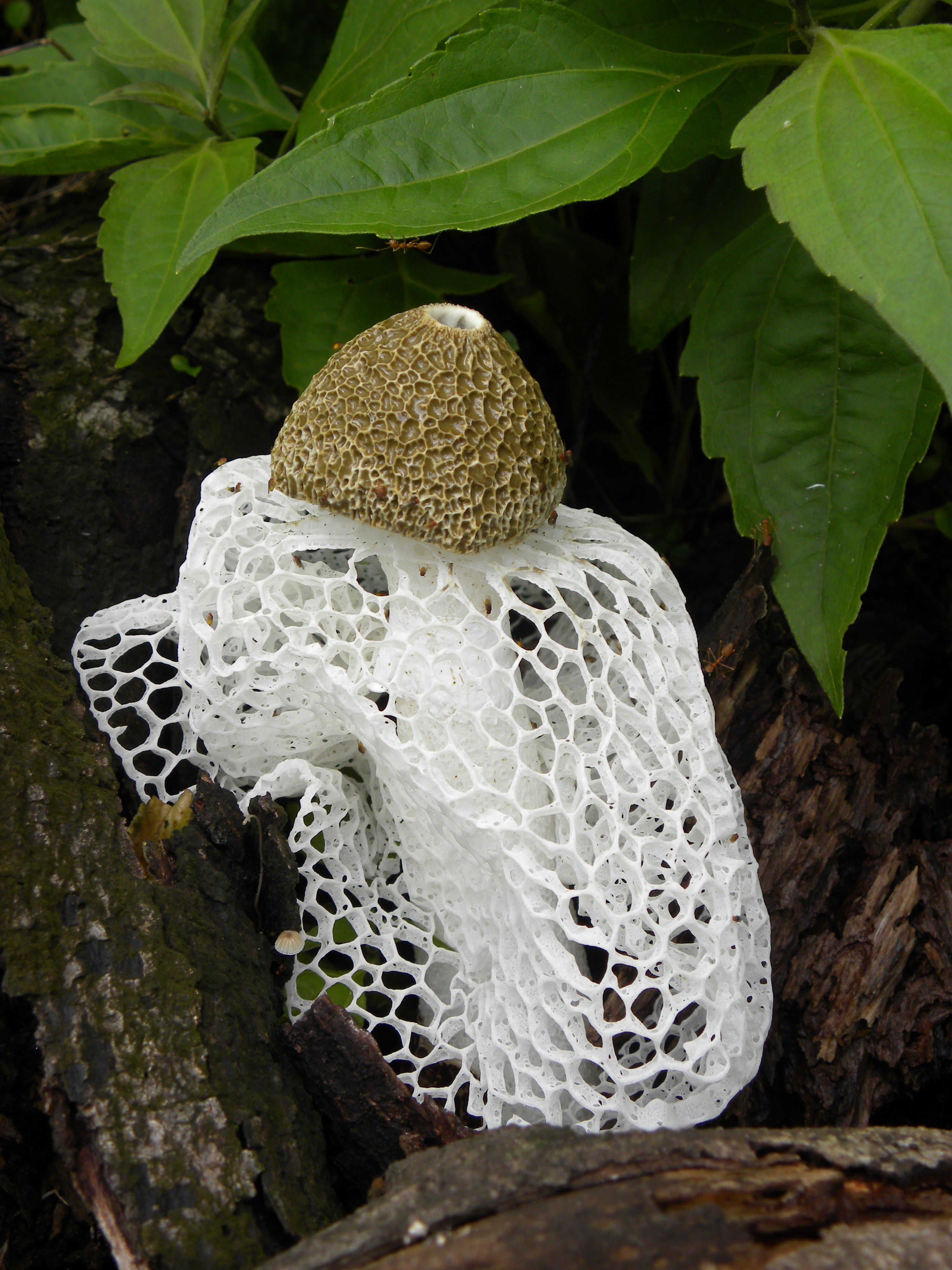
Hongo "velo de novia"
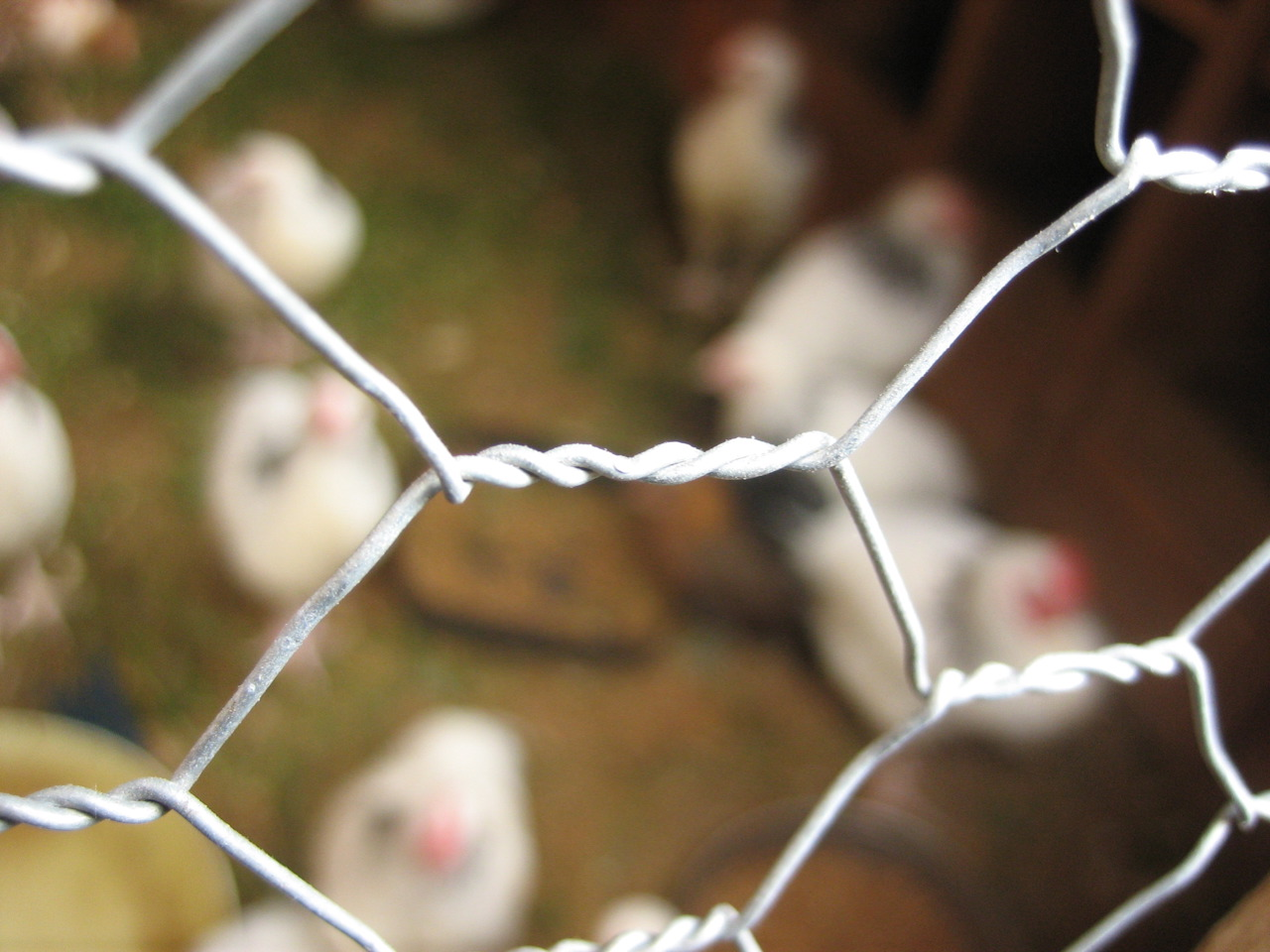
Alambrada de gallinero
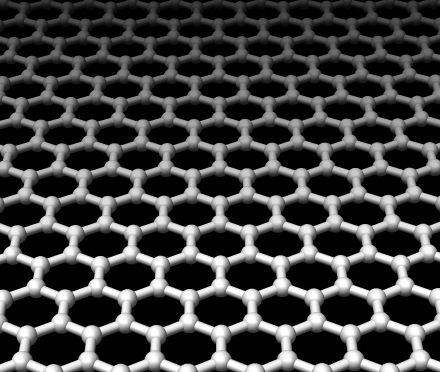
Representación del grafeno
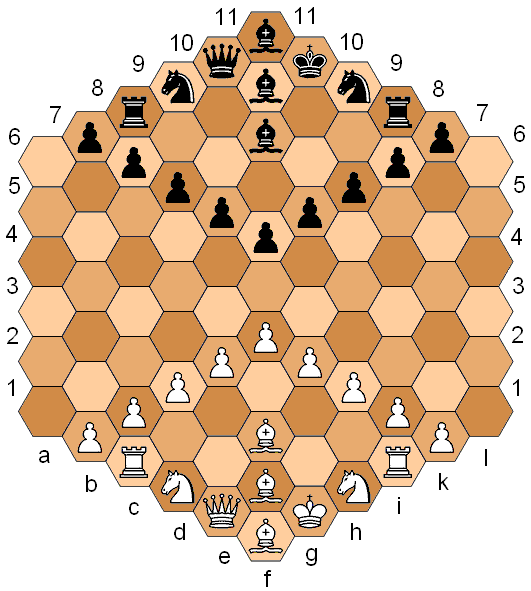
Tablero de ajedrez hexagonal

## Coloraciones uniformes
Hay tres coloraciones uniformes distintas de un mosaico hexagonal, todas generadas a partir de la simetría especular de la construcción de Wythoff. Los pares (h, k) representan la repetición periódica de un mosaico de color, contando las teselas hexagonales que se deben recorrer para alcanzar desde una tesela de un color dado otra tesela del mismo color, con h pasos en una primera dirección, y en su caso, k pasos en una segunda dirección.
| k-uniformidad | 1-uniforme  | 1-uniforme  | 1-uniforme   | 2-uniforme  | 2-uniforme  | 3-uniforme | 3-uniforme |
| ------------- | ----------- | ----------- | ------------ | ----------- | ----------- | ---------- | ---------- |
| Simetría      | p6m, (*632) | p6m, (*632) | p3m1, (*333) | p6m, (*632) | p6m, (*632) | p6, (632)  | p6, (632)  |
| Imagen        |             |             |              |             |             |            |            |
| Colores       | 1           | 2           | 3            | 2           | 4           | 2          | 7          |
| (h,k)         | (1,0)       | (1,1)       | (1,1)        | (2,0)       | (2,0)       | (2,1)      | (2,1)      |
| Schläfli      | {6,3}       | t{3,6}      | t{3[3]}      |             |             |            |            |
| Wythoff       | 3 \| 6 2    | 2 6 \| 3    | 3 3 3 \|     |             |             |            |            |
| Coxeter       |             |             |              |             |             |            |            |
| Conway        | H           | tΔ          |              | cH          |             |            |            |

El mosaico de 3 colores es un teselado generado por permutoedros de orden 3.

### Teselado hexagonal achaflanado
En un mosaico hexagonal achaflanado se reemplazan los bordes por nuevos hexágonos, llegando a transformarse en otro mosaico hexagonal. En el límite, las caras originales desaparecen, y los nuevos hexágonos degeneran en rombos, convirtiéndose en un teselado rómbico.
| Hexágonos (H) | Hexágonos achaflanados (cH) | Hexágonos achaflanados (cH) | Hexágonos achaflanados (cH) | Rombos (daH) |
| ------------- | --------------------------- | --------------------------- | --------------------------- | ------------ |
|               |                             |                             |                             |              |

## Teselados relacionados
Cada hexágono se puede dividir en un conjunto de 6 triángulos. Este proceso lleva a dos teselados regulares y a otros tantos teselados triangulares:
| Teselado regular | División | Teselados regulares | Teselados regulares | Teselado regular    |
| ---------------- | -------- | ------------------- | ------------------- | ------------------- |
| Original         |          | 1/3 dividido        | 2/3 dividido        | totalmente dividido |

El teselado hexagonal puede considerarse un "teselado rómbico alargado", donde cada vértice del embaldosado rómbico se estira formando un nuevo borde. Esto es similar a la relación entre los teselados a base de rombododecaedros y a base de rombo-hexagonal dodecaedros en 3 dimensiones.
| Teselado rómbico | Teselado hexagonal | Recintos usando esta relación |

También es posible subdividir los prototipos de ciertos mosaicos hexagonales en dos, tres, cuatro o nueve pentágonos iguales:
| Teselado pentagonal tipo 1 con superposiciones de hexágonos regulares (cada uno abarcando 2 pentágonos). | Teselado pentagonal tipo 3 con superposiciones de hexágonos regulares (cada uno abarcando 3 pentágonos). | Teselado pentagonal tipo 4 con superposiciones de hexágonos semiregulares (cada uno abarcando 4 pentágonos). | Teselado pentagonal tipo 3 con superposiciones de dos tamaños de hexágonos regulares (cada uno abarcando 3 y 9 pentágonos respectivamente). |

### Mutaciones de simetría
Este mosaico está relacionado topológicamente como parte de la secuencia de mosaicos regulares con caras hexagonales, comenzando con el mosaico hexagonal, con Símbolo de Schläfli {6, n} y diagrama de Coxeter-Dynkin , progresando hasta el infinito.
| *n62 mutación simétrica de teselados regulares: {6,n} | *n62 mutación simétrica de teselados regulares: {6,n} | *n62 mutación simétrica de teselados regulares: {6,n} | *n62 mutación simétrica de teselados regulares: {6,n} | *n62 mutación simétrica de teselados regulares: {6,n} | *n62 mutación simétrica de teselados regulares: {6,n} | *n62 mutación simétrica de teselados regulares: {6,n} | *n62 mutación simétrica de teselados regulares: {6,n} | *n62 mutación simétrica de teselados regulares: {6,n} |
| Esférico                                              | Euclidiano                                            | Teselados hiperbólicos                                | Teselados hiperbólicos                                | Teselados hiperbólicos                                | Teselados hiperbólicos                                | Teselados hiperbólicos                                | Teselados hiperbólicos                                | Teselados hiperbólicos                                |
| ----------------------------------------------------- | ----------------------------------------------------- | ----------------------------------------------------- | ----------------------------------------------------- | ----------------------------------------------------- | ----------------------------------------------------- | ----------------------------------------------------- | ----------------------------------------------------- | ----------------------------------------------------- |
| {6,2}                                                 | {6,3}                                                 | {6,4}                                                 | {6,5}                                                 | {6,6}                                                 | {6,7}                                                 | {6,8}                                                 | ...                                                   | {6,∞}                                                 |

Este mosaico está relacionado topológicamente con poliedros regulares con figura de vértice n3, como parte de la secuencia que continúa en el plano hiperbólico.
| *n32 mutación simétrica de teselados regulares: {n,3} | *n32 mutación simétrica de teselados regulares: {n,3} | *n32 mutación simétrica de teselados regulares: {n,3} | *n32 mutación simétrica de teselados regulares: {n,3} | *n32 mutación simétrica de teselados regulares: {n,3} | *n32 mutación simétrica de teselados regulares: {n,3} | *n32 mutación simétrica de teselados regulares: {n,3} | *n32 mutación simétrica de teselados regulares: {n,3} | *n32 mutación simétrica de teselados regulares: {n,3} | *n32 mutación simétrica de teselados regulares: {n,3} | *n32 mutación simétrica de teselados regulares: {n,3} | *n32 mutación simétrica de teselados regulares: {n,3} |
| Esférico                                              | Esférico                                              | Esférico                                              | Esférico                                              | Euclidiano                                            | Hiperbólico compacto                                  | Hiperbólico compacto                                  | Paraco.                                               | Hiperbólico no compacto                               | Hiperbólico no compacto                               | Hiperbólico no compacto                               | Hiperbólico no compacto                               |
| ----------------------------------------------------- | ----------------------------------------------------- | ----------------------------------------------------- | ----------------------------------------------------- | ----------------------------------------------------- | ----------------------------------------------------- | ----------------------------------------------------- | ----------------------------------------------------- | ----------------------------------------------------- | ----------------------------------------------------- | ----------------------------------------------------- | ----------------------------------------------------- |
|                                                       |                                                       |                                                       |                                                       |                                                       |                                                       |                                                       |                                                       |                                                       |                                                       |                                                       |                                                       |
| {2,3}                                                 | {3,3}                                                 | {4,3}                                                 | {5,3}                                                 | {6,3}                                                 | {7,3}                                                 | {8,3}                                                 | {∞,3}                                                 | {12i,3}                                               | {9i,3}                                                | {6i,3}                                                | {3i,3}                                                |

Se relaciona de manera similar con el poliedro truncado uniforme con la figura de vértices n. 6.6.
| *n32 mutación simétrica de teselados truncados: n.6.6 | *n32 mutación simétrica de teselados truncados: n.6.6 | *n32 mutación simétrica de teselados truncados: n.6.6 | *n32 mutación simétrica de teselados truncados: n.6.6 | *n32 mutación simétrica de teselados truncados: n.6.6 | *n32 mutación simétrica de teselados truncados: n.6.6 | *n32 mutación simétrica de teselados truncados: n.6.6 | *n32 mutación simétrica de teselados truncados: n.6.6 | *n32 mutación simétrica de teselados truncados: n.6.6 | *n32 mutación simétrica de teselados truncados: n.6.6 | *n32 mutación simétrica de teselados truncados: n.6.6 | *n32 mutación simétrica de teselados truncados: n.6.6 |                         |
| Sim. *n42 [n,3]                                       | Esférico                                              | Esférico                                              | Esférico                                              | Esférico                                              | Euclídeo                                              | Compacto                                              | Compacto                                              | Parac.                                                | Hiperbólico no compacto                               | Hiperbólico no compacto                               | Hiperbólico no compacto                               | Hiperbólico no compacto |
| Sim. *n42 [n,3]                                       | *232 [2,3]                                            | *332 [3,3]                                            | *432 [4,3]                                            | *532 [5,3]                                            | *632 [6,3]                                            | *732 [7,3]                                            | *832 [8,3]...                                         | *∞32 [∞,3]                                            | [12i,3]                                               | [9i,3]                                                | [6i,3]                                                |                         |
| ----------------------------------------------------- | ----------------------------------------------------- | ----------------------------------------------------- | ----------------------------------------------------- | ----------------------------------------------------- | ----------------------------------------------------- | ----------------------------------------------------- | ----------------------------------------------------- | ----------------------------------------------------- | ----------------------------------------------------- | ----------------------------------------------------- | ----------------------------------------------------- | ----------------------- |
| Figuras truncadas                                     |                                                       |                                                       |                                                       |                                                       |                                                       |                                                       |                                                       |                                                       |                                                       |                                                       |                                                       |                         |
| Config.                                               | 2.6.6                                                 | 3.6.6                                                 | 4.6.6                                                 | 5.6.6                                                 | 6.6.6                                                 | 7.6.6                                                 | 8.6.6                                                 | ∞.6.6                                                 | 12i.6.6                                               | 9i.6.6                                                | 6i.6.6                                                |                         |
| n-kis imágenes                                        |                                                       |                                                       |                                                       |                                                       |                                                       |                                                       |                                                       |                                                       |                                                       |                                                       |                                                       |                         |
| Config.                                               | V2.6.6                                                | V3.6.6                                                | V4.6.6                                                | V5.6.6                                                | V6.6.6                                                | V7.6.6                                                | V8.6.6                                                | V∞.6.6                                                | V12i.6.6                                              | V9i.6.6                                               | V6i.6.6                                               |                         |

Este mosaico también forma parte de una secuencia de poliedros rómbicos truncados y mosaicos con simetría [n, 3] del grupo de Coxeter. El cubo se puede ver como un hexaedro rómbico donde los rombos son cuadrados. Las formas truncadas tienen n-gons regulares en los vértices truncados y caras hexagonales no regulares.
| Teselado |         |         |         |         |         |         |         |
| Conf.    | V(3.3)2 | V(3.4)2 | V(3.5)2 | V(3.6)2 | V(3.7)2 | V(3.8)2 | V(3.∞)2 |

## Construcciones de Wythoff a partir de teselados hexagonales y triangulares
Al igual que en los poliedros uniformes, existen ocho teselados uniformes que pueden basarse en el mosaico hexagonal regular (o en el teselado triangular dual).
Dibujando las fichas coloreadas en rojo en las caras originales, amarillas en los vértices originales y azules en los bordes originales, existen 8 formas, 7 de ellas topológicamente distintas. (El "mosaico triangular truncado" es topológicamente idéntico al mosaico hexagonal).
| Teselados uniformes hexagonales/triangulares | Teselados uniformes hexagonales/triangulares | Teselados uniformes hexagonales/triangulares | Teselados uniformes hexagonales/triangulares | Teselados uniformes hexagonales/triangulares | Teselados uniformes hexagonales/triangulares | Teselados uniformes hexagonales/triangulares | Teselados uniformes hexagonales/triangulares | Teselados uniformes hexagonales/triangulares |
| Dominios Fundamentales                       | Simetría: [6,3], (*632)                      | Simetría: [6,3], (*632)                      | Simetría: [6,3], (*632)                      | Simetría: [6,3], (*632)                      | Simetría: [6,3], (*632)                      | Simetría: [6,3], (*632)                      | Simetría: [6,3], (*632)                      | [6,3]+, (632)                                |
| -------------------------------------------- | -------------------------------------------- | -------------------------------------------- | -------------------------------------------- | -------------------------------------------- | -------------------------------------------- | -------------------------------------------- | -------------------------------------------- | -------------------------------------------- |
| Dominios Fundamentales                       | {6,3}                                        | t{6,3}                                       | r{6,3}                                       | t{3,6}                                       | {3,6}                                        | rr{6,3}                                      | tr{6,3}                                      | sr{6,3}                                      |
| Dominios Fundamentales                       |                                              |                                              |                                              |                                              |                                              |                                              |                                              |                                              |
|                                              |                                              |                                              |                                              |                                              |                                              |                                              |                                              |                                              |
| Config.                                      | 63                                           | 3.12.12                                      | (6.3)2                                       | 6.6.6                                        | 36                                           | 3.4.6.4                                      | 4.6.12                                       | 3.3.3.3.6                                    |

## Teselados hexagonales monoedrales convexos
Existen tres tipos de mosaicos hexagonales monoedrales convexos. Todos son isoedrales. Cada uno tiene variaciones paramétricas dentro de una simetría fija. El tipo 2 posee simetría por deslizamiento, y es 2-isoedral considerando iguales los pares quirales.
| 1                         | 2                         | 2                         | 3                         |
| p2, 2222                  | pgg, 22×                  | p2, 2222                  | p3, 333                   |
| ------------------------- | ------------------------- | ------------------------- | ------------------------- |
|                           |                           |                           |                           |
| b=e B+C+D=360°            | b=e, d=f B+C+E=360°       | b=e, d=f B+C+E=360°       | a=f, b=c, d=e B=D=F=120°  |
| celda unidad de 2 teselas | celda unidad de 4 teselas | celda unidad de 4 teselas | celda unidad de 3 teselas |

## Teselados topológicamente equivalentes
Los enlosados hexagonales se pueden hacer con la topología {6,3} idéntica a la del mosaico regular (3 hexágonos alrededor de cada vértice). Con caras isoédricas, hay 13 variaciones. La simetría dada asume que todas las caras son del mismo color. Los colores aquí representan las posiciones en la celosía. Las celosías de un solo color (1 baldosa) son hexágonos paralelogonales.
| pg (××)   | pg (××)   | p2 (2222) | p3 (333)   | pmg (22*) | pmg (22*)  |            |
| --------- | --------- | --------- | ---------- | --------- | ---------- | ---------- |
|           |           |           |            |           |            |            |
| pgg (22×) | pgg (22×) | pgg (22×) | p31m (3*3) | p2 (2222) | cmm (2*22) | p6m (*632) |
|           |           |           |            |           |            |            |

Otros mosaicos revestidos con teselas isoedrales como cuadriláteros y pentágonos que no se adosan borde-a-borde, se asocian topológicamente a teselados hexagonales considerando que sus lados se pueden interpretar como aristas adyacentes colineales:
| pmg (22*)     | pmg (22*)            | pgg (22×)     | pgg (22×)  | pgg (22×)     | cmm (2*22) | p2 (2222) |
| ------------- | -------------------- | ------------- | ---------- | ------------- | ---------- | --------- |
| Parallelogram | Trapecio (geometría) | Parallelogram | Rectángulo | Paralelogramo | Rectangle  | Rectangle |

| p2 (2222) | pgg (22×) | p3 (333) |
| --------- | --------- | -------- |
|           |           |          |

Los teselados 2 uniformes y 3 uniformes tienen un grado de libertad de rotación que distorsiona 2/3 de los hexágonos, incluida un caso colineal que también se puede ver como un mosaico de hexágonos sin adosado borde a borde y triángulos más grandes.
Así mismo, se puede distorsionar en un patrón de tejido tridireccional quiral de 4 colores, que distorsiona algunos hexágonos en paralelogramos. El patrón tejido con 2 caras de colores tiene simetría de rotación 632 (p6).
| Regular      | Girado    | Regular    | Ondeado   |
| p6m, (*632)  | p6, (632) | p6m (*632) | p6 (632)  |
| ------------ | --------- | ---------- | --------- |
|              |           |            |           |
| p3m1, (*333) | p3, (333) | p6m (*632) | p2 (2222) |
|              |           |            |           |

## Empaquetamiento de círculos
El mosaico hexagonal se puede usar como un empaquetamiento de círculos, colocando círculos de igual diámetro con el centro en los puntos de la retícula. Cada círculo está en contacto con otros 3 círculos en el empaquetamiento (número de osculación). Cada arista de la retícula queda recubierta con dos círculos, por lo que se pueden colorear alternativamente. El espacio interior de cada hexágono permite disponer un círculo más, creando el empaquetamiento más denso del teselado triangular, con cada círculo en contacto con un máximo de 6 círculos.

## Apeirógonos complejos regulares relacionados
Existen dos apeirógonos complejos regulares, compartiendo los vértices del mosaico hexagonal. Los apeirógonos complejos regulares tienen vértices y aristas, donde a su vez las aristas pueden contener 2 o más vértices. Los apeirogonos regulares p{q}r están restringidos por la condición de que: 1 / p + 2/q + 1/r = 1. Cada arista contiene p vértices y en función del número de vértices se dice que son r-gonales.
El primero está compuesto por 2 aristas, tres alrededor de cada vértice; el segundo tiene bordes hexagonales, tres alrededor de cada vértice. Un tercer apeirógono complejo, que comparte los mismos vértices, es cuasirregular, y alterna 2 aristas y 6 aristas.
|           |          |  |
| 2{12}3 or | 6{4}3 or |  |